# Kamienica przy ulicy Kościuszki 36 w Katowicach
Kamienica przy ulicy Kościuszki 36 w Katowicach (dawnej: Beata-Grube-Straße 28 (do 1890 roku), Beatestraße 28 (do 1905 roku), Beatestraße 36 (do 1922 roku) – kamienica mieszkalno-usługowa znajdujący się w Śródmieściu Katowic, przy ulicy T. Kościuszki 36
Obiekt pochodzi z 1885 roku. Architekt pozostaje nieznany, a inwestorem był restaurator Antonie Bugla. Właścicielami kamienicy byli m.in.: Antonie Bugla (1885–1887), Heinrich Beine (1884–1897), Marcus Landsberger (1899–1914), Johann Góralczyk (1919–1925), Klara Góralczyk (1926–1936) i Marta Kohut (1938 rok).
Kamienica powstała na planie zbliżonym do prostokąta z niewielkim ryzalitem klatki schodowej od podwórka. Jest ona trójkondygnacyjna. Elewacja kamienicy posiada zatarte formy stylistyczne, jest symetryczna i siedmioosiowa. Otwory okienne są prostokątne, a w głębi posesji mieści się mieszkalna oficyna.